# Ajad Ha'am
Asher Zvi Hirsch Ginsberg, más conocido como Ajad Ha'am (hebreo: אחד העם), nació en 1856 cerca de Kiev, Ucrania, y murió en 1927 en la Palestina británica.
Cuando publicó su primer ensayo, utilizó el seudónimo literario Ajad Ha'am (uno del pueblo) con el que es conocido hasta hoy. En ese ensayo, que se remonta a 1889, dijo claramente: Lo Zé Hadérej ("No es éste el camino"); más asentamientos sin una gran tarea educativa previa llevaría al colapso de la actividad colonizadora del Sionismo. La gente debe saber por qué se asienta: la huida de los pogromos, los eventuales beneficios económicos, no eran razones suficientes para confrontar las dificultades que estaban enfrentando y que aún confrontarían en un futuro. Los colonos debían tener una profunda comprensión de la importancia de su obra para el futuro de la nación judía. Debían entender que no sólo se trataba de una salvación personal, sino que comenzaba la reconstrucción del pueblo judío. 
En 1922 emigró a la Tierra de Israel (Eretz Yisrael), en aquel entonces bajo dominio británico, asentándose en la localidad de Tel Aviv.

## El sionismo espiritual
En contraste con las posiciones de Theodor Herzl y del Sionismo Político, cuyo énfasis se centró en torno a la consecución de los reconocimientos diplomáticos y lo que Herzl denominó el charter para el Estado judío, Ajad Ha'am veía el quid de la cuestión en el problema de que el judaísmo había perdido sus bienes espirituales, fuentes de su poder creativo y nacional. Dado que Ajad Ha'am no creía que Palestina pudiera dar cabida a toda la judería mundial, un Estado judío allí no solucionaría, en su opinión, el problema del estatus económico y social de los judíos. Los esfuerzos debían concentrarse en establecer un centro espiritual nacional, un núcleo de vida de alta calidad en Palestina, que irradiara a todas las comunidades de la diáspora.
El modo correcto de acción, sostenía Ajad Ha'am, era una extensa y continua actividad educacional entre los judíos y una moderada actividad de asentamiento en Palestina.

## Teoría sionista de Ajad Ha’am
Es sin duda la idea de Eretz Israel como el centro espiritual del pueblo judío. Y también aquí, la cuestión de la mayoría judía es patente, dado que según explicaba en 1903, “Eretz Israel llegará a ser nuestro centro espiritual sólo cuando los judíos sean la mayoría de los habitantes allí y la mayoría de las tierras estén en su poder. Entonces pasarán a sus manos también todas las instituciones culturales del país, y al imprimir el sello de su espíritu nacional en todos los niveles de la vida, habrán construido allí aquella nueva forma de nuestra entidad nacional de la cual estamos tan sedientos”.
Unos meses después de que participara en el Primer Congreso Sionista (el único al que asistió), Ajad Ha'am escribió uno de sus más importantes ensayos: El Estado Judío y el Problema Judío, en el que criticaba tanto la política como el pensamiento de Herzl. 

## Críticas a Herzl
El padre del Sionismo espiritual le reprochó a Herzl varios aspectos de su pensamiento, como el desconocimiento de la historia y las raíces del Judaísmo polaco-ruso, la indiferencia aparente ante el problema cultural y la necesidad de un idioma nacional, la falta de compromiso hacia Eretz Israel y el énfasis primario en la miseria de la condición judía o la obsesión por el malestar de los judíos (Tzarat Haiehudim) a diferencia del problema moral y espiritual (Tzarat Haihadut).
El enfrentamiento ideológico entre Herzl y Ajad Ha'am es un fiel reflejo de la trascendencia del dilema de la normalización. En un plano pragmático Ajad Ha'am fue más realista que Herzl, criticando los elementos utópicos de sus propuestas como la fe ciega en las negociaciones diplomáticas, la ignorancia del problema árabe y el hincapié absoluto en el antisemitismo como problema fundamental o eje central de la denominada "cuestión judía" (Judenfrage). En ese sentido, su mayor preocupación fue que los procesos migratorios del pueblo judío hacia Occidente conduzcan a un vacío espiritual y a la asimilación. El Estado es un medio y no un fin en sí mismo, la mera concentración territorial o la planificación teórica no garantizan una especificidad cultural y la revitalización espiritual. El eje de la discusión era, pues, filosófico y no político, a pesar de la fuerte dimensión utópica del pensamiento hertzeliano, las bases axiomáticas eran débiles e imposibles de alcanzar según Ajad Ha'am. En otras palabras, sin la generación de una base espiritual-cultural, la "preparación de los corazones", la educación y la resurrección de la lengua hebrea, la creación de un centro espiritual en Eretz Israel que se base en las élites más selectas del pueblo judío (en lugar de la masa empobrecida), el modelo político de Herzl es una mera quimera. La discusión se basa, pues, en el dilema de la primacía de la política versus la primacía de la cultura nacional.
Según Herzl, la solución política conducirá a la solución del problema de identidad nacional; según Ajad Ha'am sin la renovación espiritual y la recuperación de la cultura es imposible e inaccesible la solución política. Para Herzl urge encontrar un refugio político en el cual se puede experimentar socialmente y programar una utopía social. Para Ajad Ha'am urge recuperar la identidad cultural, el sentido de pertenencia colectiva, la voluntad de existir, antes de crear el Estado.
Queda bien claro que ambos tienen perspectivas muy diferentes de la realidad judía de la época, fácilmente comprensibles si se analiza el contexto biográfico y geográfico de cada uno.
Herzl era un intelectual identificado con la cultura alemana, sumergido en un proceso de asimilación y alejado de las raíces judías, si bien recibió una educación judía básica en su infancia en Budapest, que se puede catalogar como reformista. Ajad Ha'am se crio en un ambiente del judaísmo jasídico típico de la Zona de Residencia de la Imperio ruso; es decir, poseía profundas raíces judías y estaba en condiciones de conocer en forma directa la historia y la situación del judaísmo europeo. Su activismo en los círculos intelectuales judíos de Odessa y su inserción en la Haskalá o iluminismo judío desde una óptica literaria hebraísta, más allá de su talento natural de escritor, lo pusieron en una situación privilegiada que permitió balancear los elementos débiles del pensamiento hertzeliano.
Por otro lado, ambos poseían personalidades muy fuertes y eran reacios a toda crítica. Herzl veía con recelo todo desafío a su liderazgo o potencial de liderazgo alternativo, no solamente por su carisma natural y convicción política, sino también por su conservadurismo casi aristocrático. Es por ello que ambos se encontraron apenas dos veces, durante las sesiones del Primer Congreso Sionista en Basilea, y ya en el primer encuentro se generó una hostilidad personal que Herzl manifestó tratando de anular el segundo encuentro y Ajad Ha'am al regresar a Odessa y criticar duramente las premisas del Sionismo político y las falencias del sistema político creado por Herzl en ese congreso.
Las tensiones entre Herzl y Ajad Ha'am eran, pues, previsibles y lógicas, si bien no pocos líderes del movimiento Jivat Sión en Rusia apoyaron a Herzl y su visión política desde un comienzo, como el Rab Mohiliver y Menajem Ussishkin. No obstante, Ajad Ha'am lideró una amplia oposición a Herzl que aglutinó a líderes del "Comité de Odessa", uno de los más importantes entre los Jovevei Sión. Por supuesto, esta oposición se nutrió de los ataques de Herzl al Sionismo práctico y a la colonización agrícola de la Primera Aliá, ampliamente difundida en el transcurso del año 1896. Este núcleo opositor estuvo a punto de boicotear las sesiones del Primer Congreso Sionista, hecho impedido debido a los temores ante la reacción popular. Por otro lado, el fuego opositor fue avivado por Herzl al ignorar al liderazgo del Sionismo ruso y menospreciar la calidad de sus principales representantes.
Desde un principio, tensiones personales ensombrecieron los vínculos entre ambos pensadores y líderes. Pero por sobre todo primaron las desavenencias ideológicas: Ajad Ha'am no aceptaba la premisa central del Congreso de organizar un movimiento nacional centrado en la meta política, dejando en un plano secundario al problema espiritual. No es casual, por lo tanto, que las críticas incipientes de Ajad Ha'am contra Herzl, publicadas en su prestigioso periódico hebreo Hashiloaj, se multiplicaron después del congreso de Basilea (la mejor biografía e investigación sobre Ajad Ha'am, en la cual hay una importante reseña del enfrentamiento con Herzl, es Joseph Goldstein, Ahad Ha'am, Biografía. Jerusalén: Ed. Keter, 1992, en hebreo).
Justamente estas críticas alimentaron la voluntad de afianzar el camino del Sionismo espiritual, permitieron que filántropos judíos decidan mantener la edición del periódico Hashiloaj y a Ajad Ha'am como su editor, y sentaron las bases para la creación de la "Fracción democrática" dentro del movimiento sionista. Sin embargo, Ajad Ha'am no volvió a participar en un congreso sionista ni contribuyó en forma directa o personal a institucionalizar un partido propio dentro del Sionismo. En un plano político y organizativo su línea fracasó y el liderazgo de Herzl se impuso. No obstante, no triunfó una postura de mera normalización de la vida judía, nuestro análisis nos demuestra que ambos pensadores desestimaban la normalidad entendida como mera igualdad a otras naciones. Sus aspiraciones para el pueblo judío eran mucho más profundas y trascendían lo normativo. Es cierto que Herzl, por su falta de raíces judías tradicionales y su énfasis en la dimensión política, era el más cercano a la concepción de normalización. Al definir la cuestión judía como problema nacional y establecer que solamente será solucionado de acuerdo a las demandas del nacionalismo europeo de su época, Herzl adoptó una visión normalizadora. Ajad Ha'am asumió también una premisa universal y acorde con pautas del nacionalismo moderno al establecer que toda nación debe tener una voluntad vital, un desarrollo espiritual y una conciencia cultural que preceden al territorio y a la soberanía estatal. Pero no cabe duda de que esas premisas eran atípicas para la generación de los primeros líderes y pensadores sionistas, y constituía desde el principio un desafío derivado de la búsqueda de especificidad judía en la sociedad moderna. Busca retornar a su centro histórico, a fin de vivir allí una vida de desarrollo natural, para poner en juego sus potencialidades en todos las aspectos de la cultura humana, para desarrollar y perfeccionar aquellos bienes nacionales que ha adquirido hasta ahora y contribuir así al patrimonio común de la humanidad, en el futuro como en el pasado. Una gran cultura nacional, fruto de la libre actividad de un pueblo que vive de acuerdo a su propio espíritu.

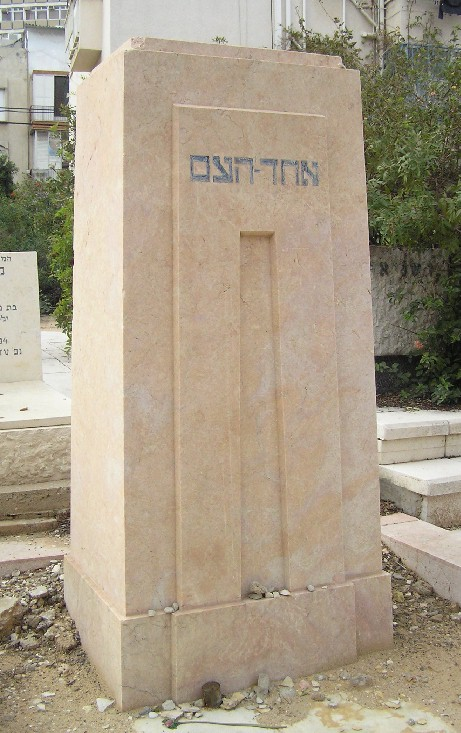
Tumba de Ajad Ha'am, cementerio Trumpeldor, Tel Aviv